# DRAWING
『DRAWING』（ドローイング）は、大貫妙子の通算15作目のスタジオ・アルバム。1992年2月26日にEASTWORLD / 東芝EMIから発売された。

## 概要
MIDIからEASTWORLD / 東芝EMIにレーベルを移籍して第1作となるアルバム。前作『NEW MOON』から1年8か月ぶりの新作であり、本作も大貫と小林武史の共同プロデュース作品となった。レコーディングはニューヨークで行われ、演奏には現地のミュージシャンであるトニー・レヴィン、マーク・リボー、ジェリー・マロッタらが参加した。
当時大貫は雑誌の取材等で頻繁に海外を旅行しており、そこで受けた刺激はアフリカの音楽を取り入れた楽曲であるM-1「OKAVANGO」や、ホッキョクオオカミを題材としたM-2「White Wolf」の作詞などに表れている。M-8「静かな約束」は、M-5「哀しみの足音」とのカップリングでおよそ3か月後にシングルカットされた。
2016年3月にはリマスター盤SHM-CDが発売され、2020年11月には、LPレコードが限定盤として発売された。

### 批評
HMV&BOOKS onlineの商品ページでは、「10枚の瑞々しい水彩画を見ていくような佇まいを誇っていて、優しい気持ちにさせられる。」と評されている。

## 収録曲

### CD
| 全作詞・作曲: 大貫妙子（M-3を除く）、全編曲: 小林武史、コーラスアレンジ: 大貫妙子（M-5、M-10を除く）。 |                                    |                       |                       |                                                       |      |
| # | タイトル                           | 作詞                  | 作曲・編曲            | その他の編曲                                          | 時間 |
| 1. | 「OKAVANGO」                       | 大貫妙子（M-3を除く） | 大貫妙子（M-3を除く） |                                                       | 4:37 |
| 2. | 「White Wolf」                     | 大貫妙子（M-3を除く） | 大貫妙子（M-3を除く） |                                                       | 4:25 |
| 3. | 「素直になりたい」(作曲: 小林武史) | 大貫妙子（M-3を除く） | 大貫妙子（M-3を除く） |                                                       | 4:38 |
| 4. | 「dreamland」                      | 大貫妙子（M-3を除く） | 大貫妙子（M-3を除く） |                                                       | 4:45 |
| 5. | 「哀しみの足音」                   | 大貫妙子（M-3を除く） | 大貫妙子（M-3を除く） | オーケストラアレンジ & 指揮: パトリック・ウィリアムズ | 4:26 |
| 6. | 「Dr.ドリトル」                    | 大貫妙子（M-3を除く） | 大貫妙子（M-3を除く） |                                                       | 3:56 |
| 7. | 「What to do 'cause love you」     | 大貫妙子（M-3を除く） | 大貫妙子（M-3を除く） |                                                       | 5:08 |
| 8. | 「静かな約束」                     | 大貫妙子（M-3を除く） | 大貫妙子（M-3を除く） |                                                       | 4:34 |
| 9. | 「恋におちて」                     | 大貫妙子（M-3を除く） | 大貫妙子（M-3を除く） |                                                       | 4:22 |
| 10. | 「あなたと私」                     | 大貫妙子（M-3を除く） | 大貫妙子（M-3を除く） | オーケストラアレンジ & 指揮: パトリック・ウィリアムズ | 3:25 |
| 合計時間:                                                                                              | 合計時間:                          | 合計時間:             | 44:37                 |                                                       |      |

### LPレコード
| 全作詞・作曲: 大貫妙子（M-3を除く）、全編曲: 小林武史、コーラスアレンジ: 大貫妙子（M-5を除く）。 |                                    |                       |                       |                                                       |      |
| #                                                                                                | タイトル                           | 作詞                  | 作曲・編曲            | その他の編曲                                          | 時間 |
| 1.                                                                                               | 「OKAVANGO」                       | 大貫妙子（M-3を除く） | 大貫妙子（M-3を除く） |                                                       | 4:37 |
| 2.                                                                                               | 「White Wolf」                     | 大貫妙子（M-3を除く） | 大貫妙子（M-3を除く） |                                                       | 4:25 |
| 3.                                                                                               | 「素直になりたい」(作曲: 小林武史) | 大貫妙子（M-3を除く） | 大貫妙子（M-3を除く） |                                                       | 4:38 |
| 4.                                                                                               | 「dreamland」                      | 大貫妙子（M-3を除く） | 大貫妙子（M-3を除く） |                                                       | 4:45 |
| 5.                                                                                               | 「哀しみの足音」                   | 大貫妙子（M-3を除く） | 大貫妙子（M-3を除く） | オーケストラアレンジ & 指揮: パトリック・ウィリアムズ | 4:26 |
| 合計時間:                                                                                        | 合計時間:                          | 合計時間:             | 22:51                 |                                                       |      |

| 全作詞・作曲: 大貫妙子、全編曲: 小林武史、コーラスアレンジ: 大貫妙子（M-5を除く）。 |                                |           |            |                                                       |      |
| #                                                                                   | タイトル                       | 作詞      | 作曲・編曲 | その他の編曲                                          | 時間 |
| 1.                                                                                  | 「Dr.ドリトル」                | 大貫妙子  | 大貫妙子   |                                                       | 3:56 |
| 2.                                                                                  | 「What to do 'cause love you」 | 大貫妙子  | 大貫妙子   |                                                       | 5:08 |
| 3.                                                                                  | 「静かな約束」                 | 大貫妙子  | 大貫妙子   |                                                       | 4:34 |
| 4.                                                                                  | 「恋におちて」                 | 大貫妙子  | 大貫妙子   |                                                       | 4:22 |
| 5.                                                                                  | 「あなたと私」                 | 大貫妙子  | 大貫妙子   | オーケストラアレンジ & 指揮: パトリック・ウィリアムズ | 3:25 |
| 合計時間:                                                                           | 合計時間:                      | 合計時間: | 21:25      |                                                       |      |

### 曲解説
1. OKAVANGO
2. White Wolf
3. 素直になりたい
4. dreamland
17枚目のシングル表題曲。全日空 ANA'S EUROPE ″飛遊人″ イメージソング。
5. 哀しみの足音
18枚目のシングルカップリング曲。フランス映画『ポンヌフの恋人』日本版イメージ・ソング。
6. Dr.ドリトル
7. What to do 'cause love you
8. 静かな約束
18枚目のシングル表題曲。日本火災海上保険 100周年 キャンペーンソング。
9. 恋におちて
17枚目のシングルカップリング曲。TBSテレビ「風に吹かれて」エンディング・テーマ。
10. あなたと私

## 参加ミュージシャン
| OKAVANGO - Keyboards: 小林武史 - Bass: Tony Levin - Drums: Jerry Marotta - Percussion: Steve Thornton - Computer Programming: 角谷仁宣 White Wolf - Keyboards: 小林武史 - Bass: Tony Levin - Drums: Jerry Marotta - Soprano Sax: Alex Foster - Computer Programming: 角谷仁宣 素直になりたい - Keyboards: 小林武史 - Guitar: 小倉博和、Ira Siegel - Bass: Tony Levin - Drums: Jerry Marotta - Percussion: Steve Thornton - Computer Programming: 角谷仁宣 dreamland - Keyboards: 小林武史 - 12 String Acoustic Guitar: 小倉博和 - Bass: 岡沢章 - Drums: 小田原豊 - Percussion: Steve Thornton - Computer Programming: 角谷仁宣 哀しみの足音 - Acoustic Piano: Warren Bernhardt - Acoustic Bass: Chuck Domanico - Drums: Ronald Zito - Trumpet: Marvin Stamm - Flute: Sandra Lee Church - Soprano Sax: Lawrence Feldman - Oboe: Ronald Roseman - Harp: Margaret Ross | Dr.ドリトル - Keyboards: 小林武史 - 12 String Acoustic Guitar: 小倉博和 - Bass: Tony Levin - Computer Programming: 角谷仁宣 What to do 'cause love you - Keyboards: 小林武史 - Guitar: Marc Ribot - Bass: Tony Levin - Drums: Jerry Marotta - Computer Programming: 角谷仁宣 静かな約束 - Keyboards: 小林武史 - 12 String Acoustic Guitar: 小倉博和 - Bass: Tony Levin - Drums: Jerry Marotta - Computer Programming: 角谷仁宣 恋におちて - Keyboards: 小林武史 - Guitar: 小倉博和 - Bass: 岡沢章 - Drums: 小田原豊 - Computer Programming: 角谷仁宣 あなたと私 - Acoustic Piano: Warren Bernhardt - Acoustic Bass: Chuck Domanico - Drums: Ronald Zito - Trumpet: Marvin Stamm - Flute: Sandra Lee Church - Soprano Sax: Lawrence Feldman - Oboe: Ronald Roseman - Harp: Margaret Ross |

## 発売履歴
| 発売日        | レーベル          | 規格       | 規格品番  | 備考                 |
| ------------- | ----------------- | ---------- | --------- | -------------------- |
| 1992年2月26日 | 東芝EMI/EASTWORLD | CD         | TOCT-6430 |                      |
| 2016年3月30日 | 東芝EMI/EASTWORLD | SHM-CD     | UPCY-7098 | リマスター盤         |
| 2016年3月30日 | UNIVERSAL MUSIC   | 音楽配信   |           |                      |
| 2020年11月3日 | UNIVERSAL MUSIC   | LPレコード | UPJY-9122 | 限定盤・初アナログ化 |

## 参考資料
- 『レコード・コレクターズ』第39巻第16号、ミュージック・マガジン、2020年12月1日、61頁、雑誌19637-12。